# Окарина
Окари́на (итал. ocarina — гусёнок), свистулька — духовой музыкальный инструмент, род свистковой сосудообразной флейты. Существуют глиняные, фарфоровые и деревянные окарины. Название «окарина» применяется как ко всему семейству свистковых флейт, так и к конкретной разновидности, изобретённой в Италии Джузеппе Донати в 1860 году и используемой в классической музыке; её также называют «классическая окарина». Народные окарины используются по всему миру — в Латинской Америке, Китае, Африке, восточной Европе и других местах. Во многих культурах свистулька считается детской игрушкой, в Европе она распространилась в этом качестве в середине XIX века.

## Форма и техника игры
Большинство окарин имеют околосферическую форму, классическая окарина — яйцеобразную, однако известны окарины самых разных форм и с разным количеством отверстий для пальцев. У окарин часто встречается мундштукообразный выступ, завершающийся отверстием для вдувания воздуха. При игре на окарине поток воздуха направляют на относительно острый край отверстия, благодаря чему воздух начинает вибрировать и издаёт звук.
Особенностью окарины является зависимость высоты звука исключительно от площади отверстий: ввиду конструкции инструмента при игре не важен порядок их открывания, если они одинакового диаметра. Два отверстия равного размера могут производить три ноты (оба закрыты, одно открыто, оба открыты), если они имеют разный размер, то количество нот увеличивается до четырёх. Многокамерные окарины могут иметь больше отверстий и издают сразу несколько звуков. Обычно окарина не может играть один и тот же звук через несколько октав на той же комбинации пальцев, как другие музыкальные инструменты. Окарины без отверстий или с одним отверстием, использующиеся только в утилитарных целях (охота, сигнализирование) обычно называют свистками. Благодаря небольшому размеру окарины часто подвешивают на шнурках как медальоны.
- Бескидская гуралька играет на окарине

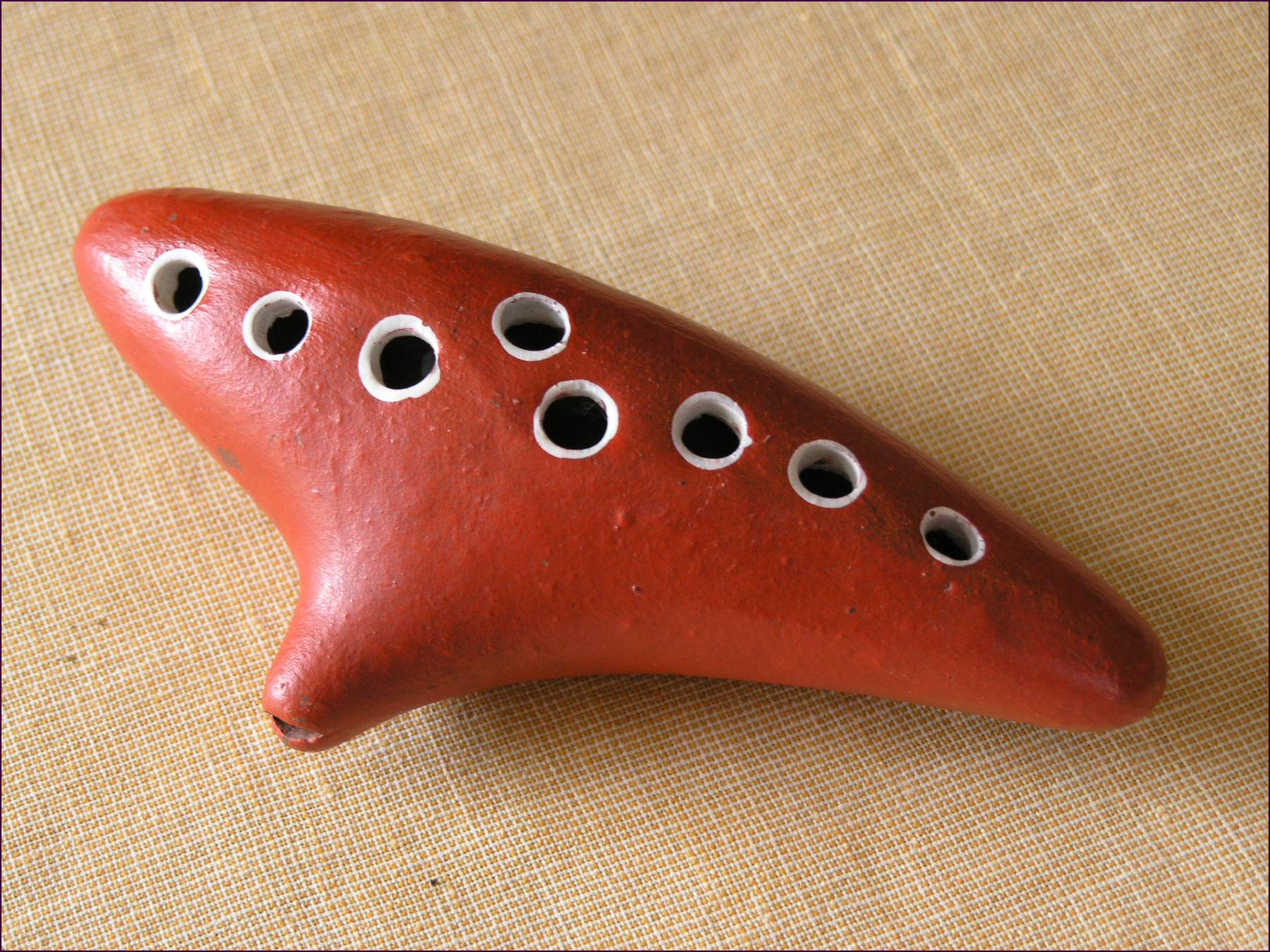
Окарина с 8 отверстиями
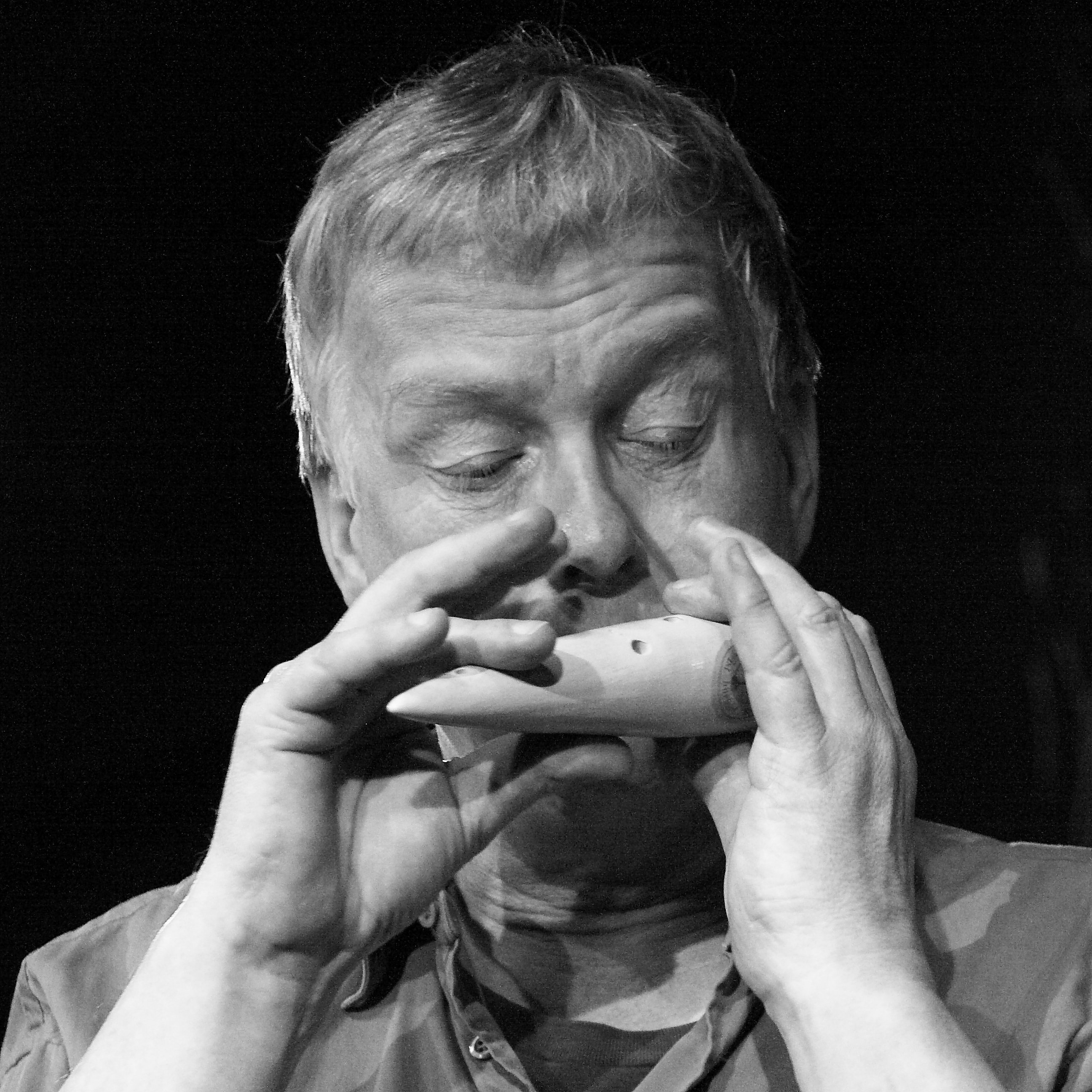
Музыкант Томас Боргман[англ.] играет на окарине

## История
Простейшие свистковые флейты изготавливали из крупных семян, орехов, раковин моллюсков, костей и овощей, например, тыкв. В Африке распространены деревянные, тыквенные и другие растительные ромбообразные окарины с 2—3 отверстиями, на них, в частности, играют пастухи; в Новой Гвинее их обычно изготавливают из глины, в доколумбовой Центральной Америке количество отверстий в окаринах сильнее варьировалось, от 1 до 4 и более. В густой тропической сельве с помощью окарины, которую подвязывают на верёвку и раскручивают рядом с собой, путешественники дают знать о себе окружающим.

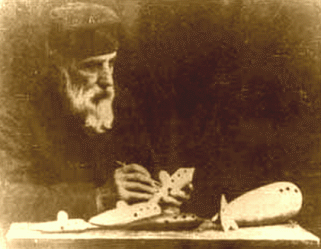
Джузеппе Донати и окарины
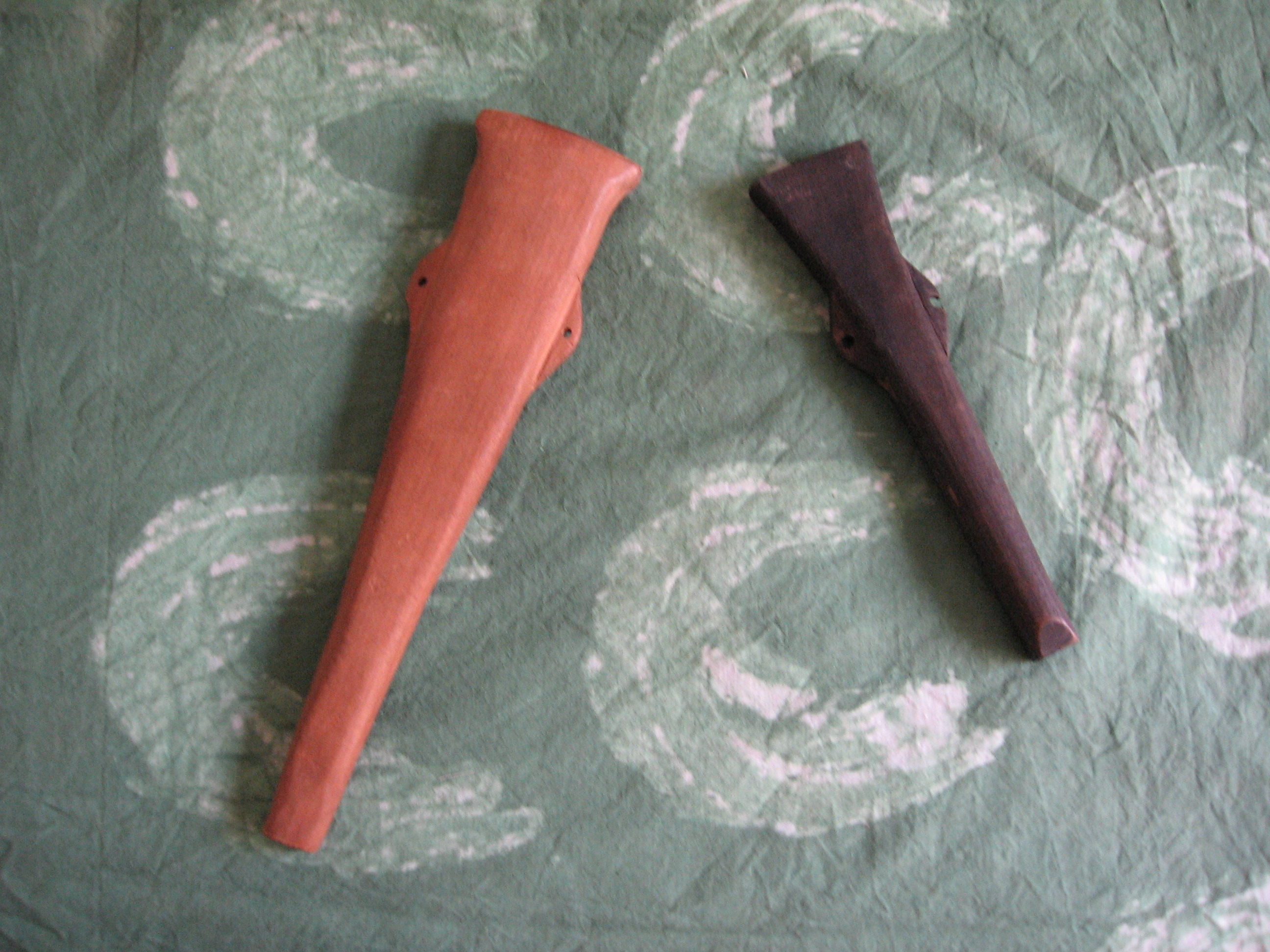
Южноамериканская окарина с 3 отверстиями (в торце и краях)
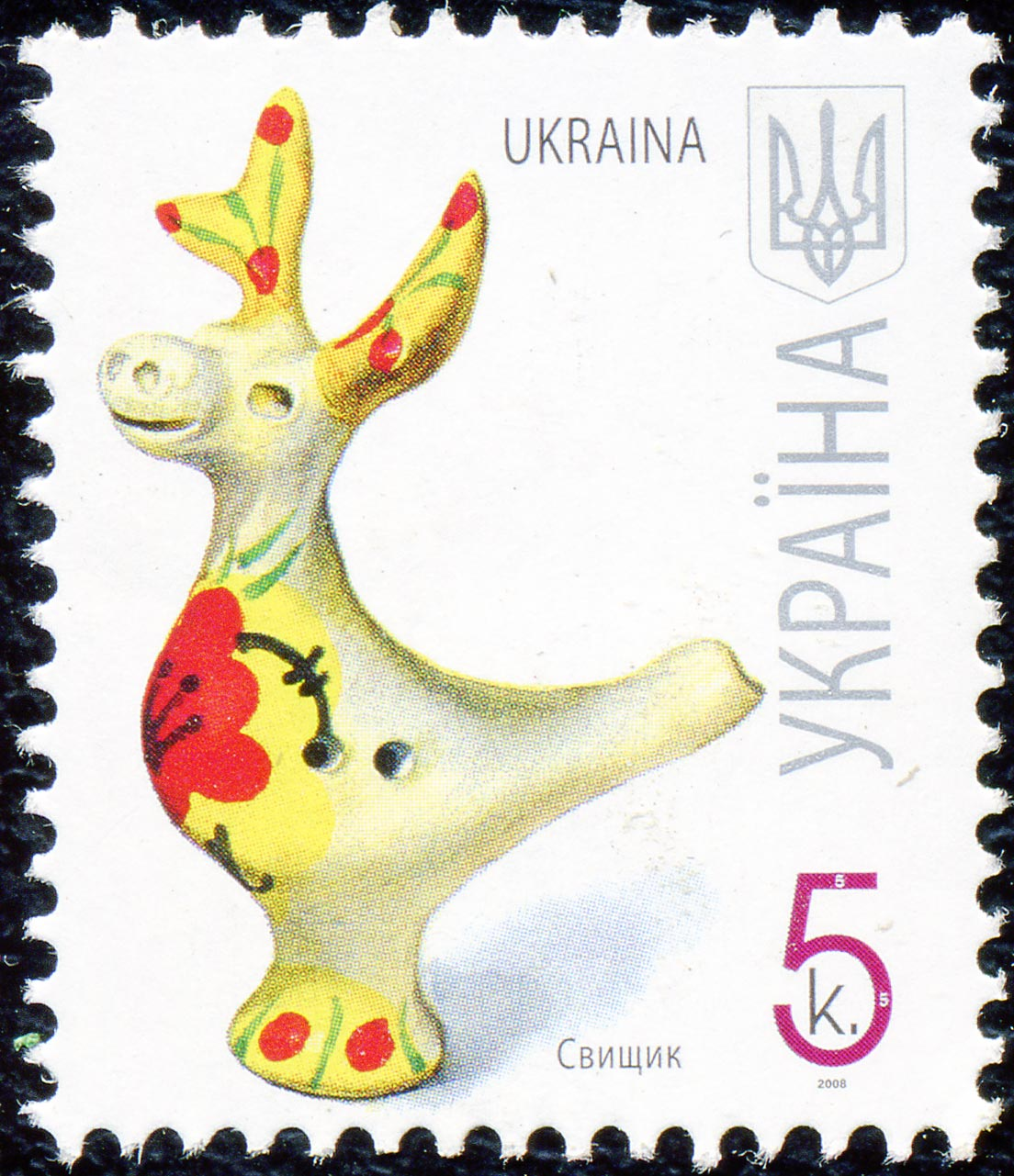
Украинская свистулька на марке

Современную окарину изобрёл итальянский мастер, изготавливавший музыкальные инструменты, Джузеппе Донати. Его керамическая окарина с 10 отверстиями настраивалась под европейскую нотную шкалу. Инструмент Донати назвал «гусёнком» по сходству формы с гусиным клювом. Донати гастролировал по Италии с ансамблем из родного Будрио, игравшим на окаринах. Некоторые исполнители впоследствии вернулись в Будрио и заложили существующую и в XXI веке традицию изготовления там окарин.
Позднее в Германии появились фарфоровые свистковые флейты, также для производства окарин в Европе употреблялся металл. С появлением пластмассы её тоже начали использовать при изготовлении этого инструмента. Окарина Донати имела два ряда по 4 отверстия одинакового размера и два больших боковых отверстия для больших пальцев.
Кроме этой («итальянской») разновидности имеется также «английская» («Окарина Джона Тейлора»), у которой отверстий всего 4, но они имеют разный размер. Тейлор изобрёл свою систему с четырьмя пальцевыми отверстиями в 1960-х годах; сами по себе отверстия в окарине Тейлора производят пентатонические ноты, но их комбинации позволяют играть полноценный диатонический звукоряд.
Русская свистулька стала самостоятельным направлением в нескольких народных промыслах.
В 1980-х годах была создана учебная пластиковая окарина «полиок» (англ. Poly-oc).

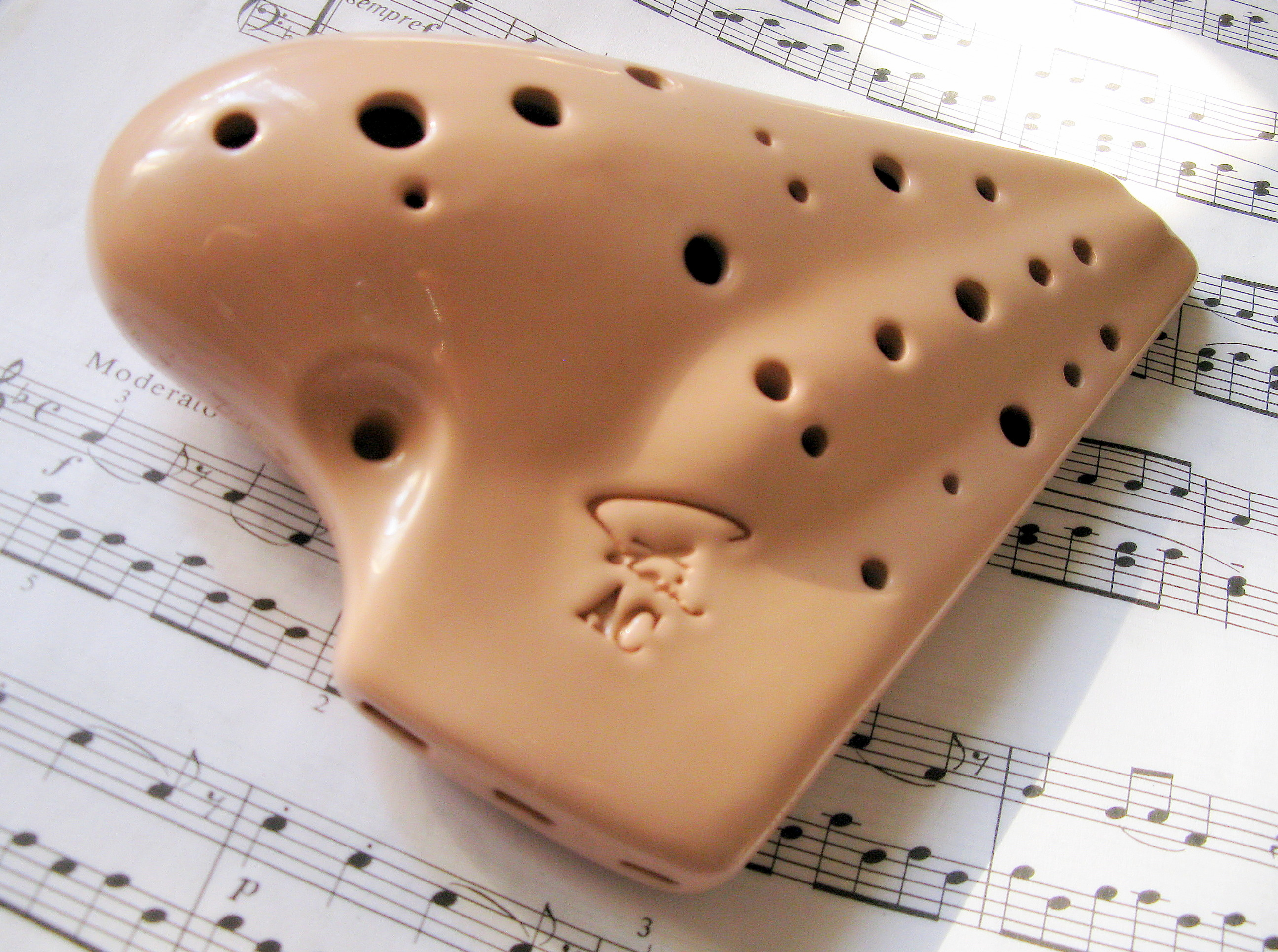
Современная окарина со множеством отверстий
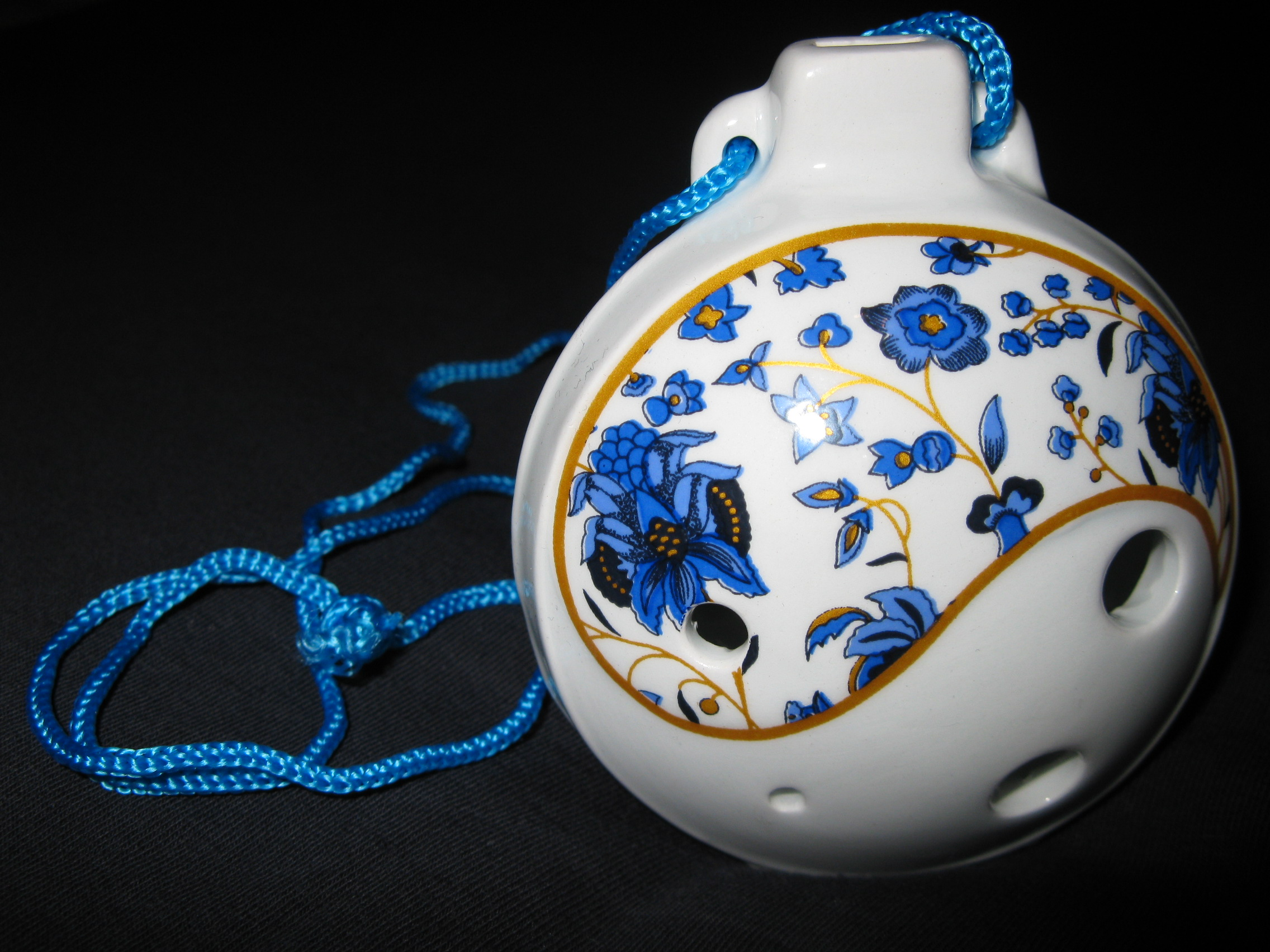
Английская сувенирная окарина-медальон китайского производства